# Phytobia mentula
Phytobia mentula är en tvåvingeart som beskrevs av Mitsuhiro Sasakawa 1992. Phytobia mentula ingår i släktet Phytobia och familjen minerarflugor.
Artens utbredningsområde är Peru. Inga underarter finns listade i Catalogue of Life.